# Цегло
Цегло (словен. Ceglo) — поселення на південь від с. Медана в общині Брда, Регіон Горишка, Словенія. Висота над рівнем моря: 122,1 м.